# AJ Griffin
Adrian Darnell "AJ" Griffin Jr. (Dallas, 25 de agosto de 2003) é um ex-jogador norte-americano de basquete profissional. Na National Basketball Association (NBA), atuou, até a sua aposentadoria, pelo Atlanta Hawks, time que o selecionou como a 16ª escolha geral do Draft da NBA de 2022, vindo da universidade de Duke.
AJ Griffin anunciou a sua aposentadoria oficialmente aos 21 anos, em 29 de Setembro de 2024, por meio das redes sociais. Ele tomou essa decisão em razão de seu desejo de destinar a maior parte de seu tempo à sua fé — o Cristianismo.

## Carreira no ensino médio
Griffin foi titular no time de basquete do colégio em Ossining, Nova York, como aluno da 7ª e 8ª séries em 2015-16 ao lado de Obi Toppin. Após isso, Griffin jogou basquete na Archbishop Stepinac High School em White Plains, Nova York. Como calouro, ele jogou com seu irmão mais velho, Alan, e ajudou seu time a ganhar seu primeiro título da Associação Atlética de Escolas Secundárias Católicas (CHSAA) desde 1984. Em sua segunda temporada, ele e RJ Davis formaram uma das melhores defesas do pais. Griffin teve médias de 20,9 pontos, 10,9 rebotes, 3,9 assistências e 3,5 bloqueios.
Em sua terceira temporada, ele teve médias de 17,7 pontos, 8,8 rebotes, 2,4 assistências e 2,3 bloqueios, perdendo a maior parte da temporada devido a uma lesão no joelho. Griffin foi afastado das quadras em sua última temporada devido a uma lesão no tornozelo.

### Recrutamento
Griffin foi classificado como um recruta de cinco estrelas pela 247Sports e Rivals e um recruta de quatro estrelas pela ESPN. Em 4 de novembro de 2019, ele se comprometeu a jogar basquete universitário por Duke e rejeitou as ofertas de Kentucky e Villanova.
| Nome | Cidade Natal                                              | Escola                   | Altura             | Peso            | Data                  |
| --- | --------------------------------------------------------- | ------------------------ | ------------------ | --------------- | --------------------- |
| AJ Griffin SF | Ossining, NY                                              | Archbishop Stepinac (NY) | 6 ft 6 in (1.98 m) | 222 lb (101 kg) | 4 de Novembro de 2019 |
| AJ Griffin SF | Recrutamento: Rivals: 247Sports: ESPN: ESPN grade: 89/100 |                          |                    |                 |                       |
| Rankings: Rivals: 16º \| 247Sports: 11º \| ESPN: 29º |                                                           |                          |                    |                 |                       |
| - Nota: Em muitos casos, Scout, Rivals, 247Sports e ESPN podem entrar em conflito em suas listas de altura e peso, nestes casos, a média foi obtida. - Fonte: |                                                           |                          |                    |                 |                       |

## Carreira universitária
Em 19 de novembro de 2021, Griffin marcou 18 pontos na vitória por 88-55 contra Lafayette. Ele foi nomeado para a Equipe de Novatos da ACC. No final de sua temporada de calouro, Griffin anunciou sua intenção de entrar no draft da NBA de 2022. Antes do draft, Griffin foi projetado como uma das cinco primeiras escolhas em potencial.

## Carreira profissional

### Atlanta Hawks (2022–2024)
Griffin foi selecionado pelo Atlanta Hawks como a 16ª escolha geral no draft da NBA de 2022. Em 3 de julho de 2022, os Hawks assinaram um contrato de 4 anos e US$17.1 milhões com Griffin.
Em 19 de novembro, Griffin registrou 17 pontos, cinco rebotes, um roubo de bola e um bloqueio na vitória por 124-122 sobre o Toronto Raptors. Em 11 de dezembro, ele marcou outra cesta decisiva de alley-oop em uma vitória por 123-122 sobre o Chicago Bulls.

### Houston Rockets e aposentadoria
Em 28 de Junho de 2024, Griffin foi trocado para o Houston Rockets, em troca da 43ª escolha do Draft da NBA de 2024 (Nikola Djurisić). Todavia, mesmo antes de atuar profissionalmente pela equipe texana, ventilavam-se rumores acerca de uma possível aposentadoria de Griffin.
Tais rumores foram confirmados pelo próprio AJ, o qual anunciou, de forma oficial, após ser dispensado dos Rockets, a sua aposentadoria do esporte. Essa decisão foi tomada a fim de ter mais tempo para se dedicar à fé cristã e de ingressar em um monastério.

## Vida pessoal
Griffin é cristão e costuma usar as redes sociais para falar sobre sua fé. O pai de Griffin, Adrian, jogou na NBA por dez temporadas antes de se tornar técnico da liga. Sua mãe, Audrey Sterling, era uma corredora da Seton Hall. Seus dois irmãos jogaram basquete universitário: seu irmão, Alan, em Illinois e Syracuse, e sua irmã, Aubrey, em UConn.

## Estatísticas da carreira

### NBA

#### Temporada regular
| Ano      | Equipe   | PJ | PT | MPJ  | AP   | 3P   | LL    | RT  | AS  | BR | TO | PPJ |
| -------- | -------- | -- | -- | ---- | ---- | ---- | ----- | --- | --- | -- | -- | --- |
| 2022–23  | Atlanta  | 72 | 12 | 19.5 | .465 | .390 | .894  | 2.1 | 1.0 | .6 | .2 | 8.9 |
| 2023–24  | Atlanta  | 20 | 0  | 8.5  | .290 | .256 | 1.000 | .9  | .3  | .1 | .1 | 2.4 |
| Carreira | Carreira | 92 | 12 | 14.0 | .377 | .323 | .947  | 1.5 | .6  | .3 | .1 | 5.6 |

### Universitário
| Ano     | Equipe | PJ | PT | MPJ  | AP   | 3P   | LL   | RT  | AS  | BR  | TO  | PPJ  |
| ------- | ------ | -- | -- | ---- | ---- | ---- | ---- | --- | --- | --- | --- | ---- |
| 2021-22 | Duke   | 39 | 25 | 24.0 | .493 | .447 | .792 | 3.9 | 1.0 | 0.5 | 0.6 | 10.4 |